# Kalanglundo
Kalanglundo is een bestuurslaag in het regentschap Grobogan van de provincie Midden-Java, Indonesië. Kalanglundo telt 7067 inwoners (volkstelling 2010).